# Javier Jamaica
Javier Jamaica (Bogotá, 2 de marzo de 1996) es un ciclista profesional colombiano. Desde 2025 corre para el equipo profesional colombiano NU Colombia de categoría Continental.

## Trayectoria
Javier inició como ciclista amauter a la edad de 21 años después de retirarse del fútbol formativo profesional debido a una lesión en la rodilla. Sus inicios fueron con el grupo de ciclismo universitario de la Universidad Nacional de Colombia donde se encontraba estudiando Ingeniería, allí conoció al Profesor Marco Tulio Bustamante quien reconoció el potencial y lo llevó al equipo Fundación deportiva Depormundo Bogotá donde empezó a correr carreras federativas y así llegó a hacerse notar en la Vuelta de la Juventud de Colombia.
En 2017 Javier empezó en el ciclismo profesional con el equipo amateur colombiano la Fundación Depormundo donde tuvo la oportunidad de correr la Vuelta a Colombia y el Clásico RCN. Gracias a su notable desempeño en las diferentes carreras nacionales, Javier es contratado por el equipo colombiano el Colnago CM Team para disputar las últimas carreras de la temporada 2020, fue en este equipo donde pudo ganar su primera carrera profesional en la etapa reina del Clásico RCN 2020.

## Palmarés
2020
- 1 etapa del Clásico RCN

2023
- 1 etapa de la Vuelta Bantrab
- Gran Premio Chapín

2024
- 1 etapa de la Vuelta a Venezuela
- 1 etapa de la Vuelta a Guatemala

## Equipos
- Depormundo (2017-2020)
- Colnago CM Team (2021)
- Team Medellín-EPM (2022-2024)
- NU Colombia (2025-)